# الیوت نگوک
الیوت نگوک (انگلیسی: Elliot Ngok؛ زادهٔ ۱۳ ژوئیه ۱۹۴۲) بازیگر اهل هنگ کنگ است.
از فیلم‌ها یا برنامه‌های تلویزیونی که وی در آن نقش داشته است، می‌توان به قمارخانه و بیا و با من پیکی بزن اشاره کرد.